# Bernard Pivot

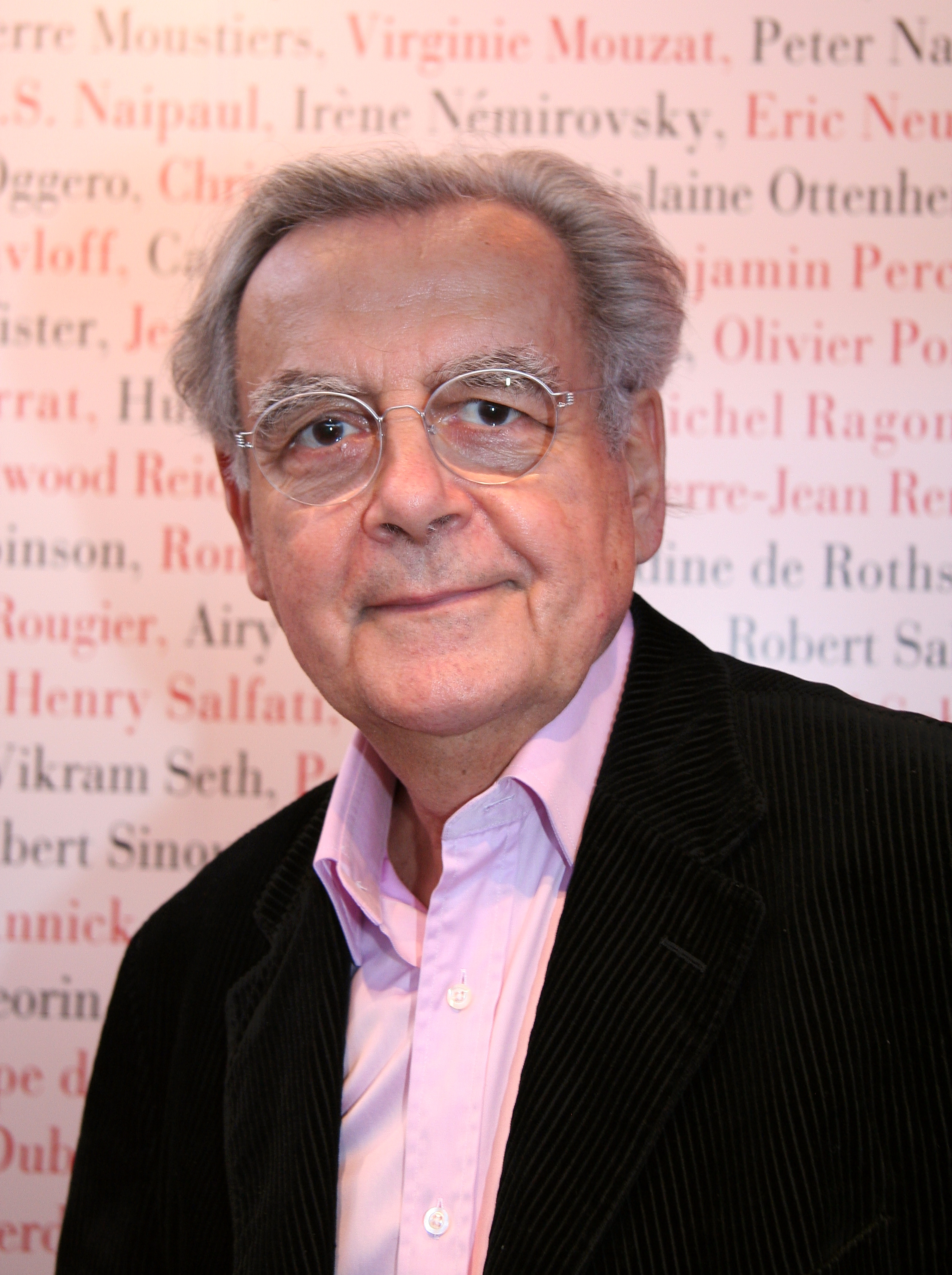
Bernard Pivot (2009).

Bernard Pivot (Lyon, 5 de mayo de 1935-Neuilly-sur-Seine, 6 de mayo de 2024) fue un periodista y crítico literario francés, presentador de programas culturales de televisión.

## Biografía
Hijo de una familia de comerciantes, durante la Segunda Guerra Mundial su padre fue detenido y su madre se retiró al pueblo de Quincié-en-Beaujolais, en donde Bernard Pivot fue a la escuela. En 1945 su padre regresó y la familia volvió a Lyon. A los 10 años, fue enviado a un internado religioso en el que destacó más en lo deportivo que en lo académico. Cursó la segunda enseñanza y la carrera de Derecho en Lyon y luego se trasladó a París para estudiar periodismo. 
Tras un periodo de becario en el Progrès de Lyon, se dedicó durante un año al periodismo económico, y pasó luego al Figaro littéraire en 1958.
En 1970 inició un programa diario en la radio, algo paródico que trataba diversos temas, entre ellos los políticos, lo que no fue muy apreciado por el presidente Georges Pompidou. En 1971, el Figaro littéraire desapareció y pasó a trabajar como jefe de sección en Le Figaro. Dimitió en 1974 por desacuerdo con Jean d'Ormesson. Jean-Louis Servan-Schreiber le propuso participar en un proyecto que cristalizó al cabo de un año en la creación de la revista Lire. 
Mientras tanto, empezó a presentar, a partir de abril de 1973, Ouvrez les guillemets (Abran comillas), en la primera cadena (TF1). En 1974, inició Apostrophes, cuyo primer programa emitió Antenne 2 el 10 de enero de 1975. El programa terminó en 1990, pero entonces creó Bouillon de culture (Sopa de cultura), que en un principio fue más allá de los libros (mezclaba literatura, cine y arte). Su último programa se emitió en junio de 2001.
También llevó durante cierto tiempo una columna en Le Point.
Desde enero de 2002 hasta diciembre de 2005, Bernard Pivot entrevistó a personas que han elegido la lengua francesa y su cultura. El programa, titulado Double Je (Doble yo) se emitió una vez al mes en France 2, el domingo por la noche.
También fue cronista literario en el Journal du Dimanche (Archivos disponibles en su sede).
El 5 de octubre de 2004, fue elegido miembro de la Académie Goncourt. Es el primer no escritor que forma parte de ella, y se explica por su enorme repercusión en el mundo de la crítica literaria.

## Obra literaria
- L'Amour en vogue, novela, Calmann-Lévy, 1959
- La vie oh là là !, crónicas, Grasset, 1966
- Les critiques littéraires, ensayo, Flammarion, 1968
- Texto del álbum Beaujolaises, Chêne, 1978
- Le Football en vert, libro acerca del A.S. Saint-Étienne, Hachette-Gamma, 1980
- Le métier de lire, respuestas a Pierre Nora, Gallimard, 1990.
- Remontrance à la ménagère de moins de 50 ans, Plon, 1998